# InStyle
InStyle ist eine international verbreitete Frauenzeitschrift der Meredith Corporation. Die deutsche Ausgabe wird monatlich von Hubert Burda Media herausgegeben. Die verkaufte Auflage beträgt 170.190 Exemplare, ein Plus von 10,2 Prozent seit 1999.
Die Zeitschrift wurde am 23. Mai 1994 von Time Inc. in den USA gestartet. Die deutsche Ausgabe erschien erstmals am 10. März 1999 bei Hubert Burda Media. Gründungschefredakteurin war Patricia Riekel. 2006 wurde der Ableger InStyle Beauty gestartet. Im Dezember 2007 wurde Annette Weber Chefredakteurin. 2010 erschien erstmals der Ableger InStyle Men. Im Februar 2016 löste Kerstin Weng Annette Weber als Chefredakteurin ab. 2017 und 2019 wurden aus finanziellen Gründen Arbeitsplätze abgebaut. Im November 2017 wurde Time Inc. von der Meredith Corporation übernommen. Nach dem Wechsel von Kerstin Weng zur Vogue wurde im Februar 2022 Sophie Grützner neue Chefredakteurin. Im Februar 2022 wurde die US-amerikanische Printausgabe eingestellt.
| 1998 | 1999   | 2000   | 2001   | 2002   | 2003   | 2004   | 2005   | 2006   | 2007   | 2008   | 2009   | 2010   | 2011   | 2012   | 2013   | 2014   | 2015   | 2016   | 2017   | 2018   | 2019   | 2020   | 2021   | 2022   | 2023   | 2024   |
| ---- | ------ | ------ | ------ | ------ | ------ | ------ | ------ | ------ | ------ | ------ | ------ | ------ | ------ | ------ | ------ | ------ | ------ | ------ | ------ | ------ | ------ | ------ | ------ | ------ | ------ | ------ |
|      | 154485 | 196014 | 266507 | 289446 | 330015 | 403439 | 437873 | 438629 | 439446 | 418335 | 454773 | 431704 | 422480 | 400364 | 402500 | 357418 | 362391 | 294813 | 223815 | 200611 | 189849 | 177989 | 170647 | 162745 | 155558 | 162923 |